# Украинский дом
Украи́нский дом (укр. Український дім), также Международный конгресс-центр (укр. Міжнародний конгрес-центр, англ. ICC Kiev International Convention Center) — национальный центр делового и культурного сотрудничества в Киеве.

## История
Построен на месте расположения гостиницы «Европейская».
Многофункциональный комплекс, специализирующийся на организации и проведении выставок, конгрессов, форумов. Пятиэтажное здание в Киеве, расположенное на Европейской площади по улице Крещатик, 2.
До 1993 года — «Музей Ленина». Здание было построено как Киевский филиал Центрального музея В. И. Ленина.
Архитекторы: В. Гопкало, В. Гречина, В. Коломиец, Л. Филенко, инженеры: В. Коваль, Л. Линович; интерьер А. Игнащенко.
Открытие нового здания «Музея Ленина» состоялось в 1982 году и было приурочено к 60-летию СССР.
Нынешнее название здание получило после объявления независимости Украины.

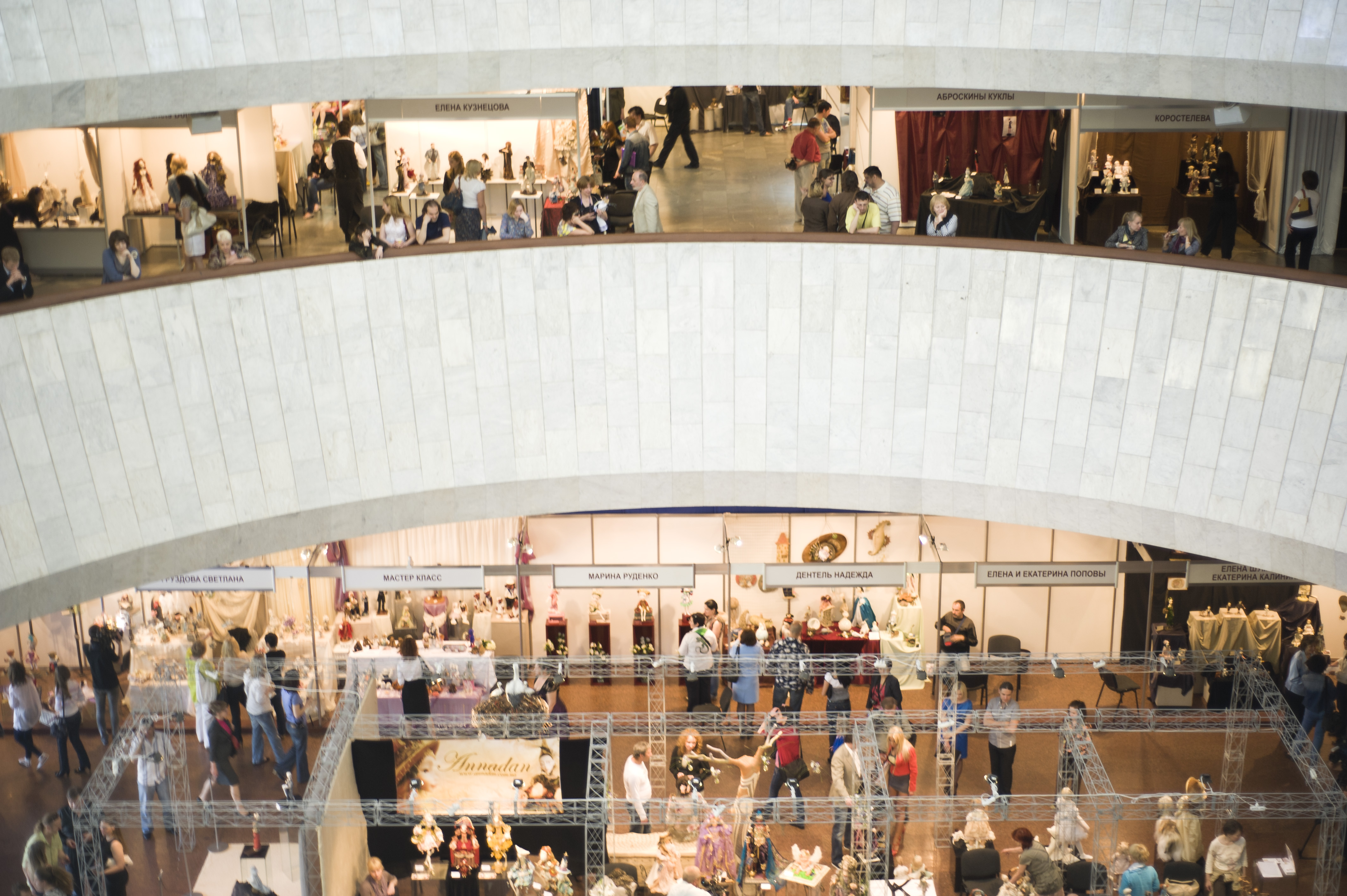
Интерьер

Общая площадь здания составляет 17 550 м², в том числе 8850 м² экспозиционной площади. Помещение включает концертный зал (782 м²), медиа-центр (80 м²), три выставочных центра, «кобзарскую светлицу», арт-галерею, фуршетные площади, ресторан, кафе, рассчитанные на количество гостей от 50 до 3000 человек, гардеробы и другие залы, которые используются для проведения концертов, литературно-художественных встреч, съездов, конференций, презентаций, художественных выставок, вернисажей, специализированных и международных выставок, и иных мероприятий.
Во время Оранжевой революции (2004) в «Украинском доме» располагался штаб Виктора Ющенко.
Во время массовых антиправительственных выступлений 2014 года в здании разместился резерв внутренних войск и отряда «Беркут». В ночь на 26 января 2014 года, в 4:06 по киевскому времени «Украинский дом» был захвачен протестующими. Во время штурма здание получило значительные повреждения: выбиты стёкла, поломаны двери.. Значительно повреждена часть первого этажа. Днём 26 января 2014 года было сообщено, что Украинский дом будет использоваться как пресс-центр протестного движения, также здесь будет размещён пункт для обогрева и приёма пищи.
В июне 2019 года новоизбранный президент Владимир Зеленский заявил, что собирается перенести Администрацию президента Украины. Украинский дом стал одним из главных вариантов.
В Украинском доме 17 мая 2022 года состоялась церемония прощания с первым президентом Украины Леонидом Кравчуком.